# Морімото Юко
Морімото Юко (яп. 森本 ゆう子; нар. Японія) — японська футболістка, виступала в збірній Японії.

## Клубна кар'єра
Морімото виступала за клуб «Пріма Гам Кунойкі». У сезоні 1992 році була визнана найкращою молодою гравчинею року. 

## Кар'єра в збірній
У грудні 1993 року Юко була обрана для участі в чемпіонаті Азії 1993 року. Дебютувала у збірній Японії на цьому ж турнірі, 6 грудня, в поєдинку проти Філіппін. Також брала участь у чемпіонаті Азії 1997 року. З 1993 по 1998 рік у футболці збірної зіграла 10 матчів та відзначилася 2-а голами.

## Статистика виступів у збірній
| жіноча національна збірна Японії | жіноча національна збірна Японії | жіноча національна збірна Японії |
| Рік                              | Матчі                            | Голи                             |
| -------------------------------- | -------------------------------- | -------------------------------- |
| 1993                             | 2                                | 0                                |
| 1994                             | 1                                | 0                                |
| 1995                             | 0                                | 0                                |
| 1996                             | 0                                | 0                                |
| 1997                             | 5                                | 2                                |
| 1998                             | 2                                | 0                                |
| Загалом                          | 10                               | 2                                |